# Bhambla
Bhambla è un villaggio del distretto di Mandi, nello stato di Himachal Pradesh, in India. Il villaggio dista 10 chilometri dal capoluogo del distretto Mandi e 156 dalla capitale Shimla.  
In prossimità del villaggio, si trovano i centri di Dharamsala, Hamirpur, Chamba e Dalhousie.